# Banque Cantonale Vaudoise
Банк Кантональ Водуаз (фр. Banque Cantonale Vaudoise, BCV) — банк швейцарского кантона Во, входит в швейцарскую систему кантональных банков. Как универсальный банк, он занимается розничным банковским обслуживанием, управлением активами, корпоративным банковским обслуживанием и торговлей. По состоянию на конец 2022 года размер активов под управлением составлял 108,9 млрд швейцарских франков.
По объёму активов BCV в 2022 году занимал 10-е место среди банков Швейцарии и 2-е место среди кантональных банков страны после Zürcher Kantonalbank.
66,95 % акций банка принадлежит правительству кантона Во.

## История

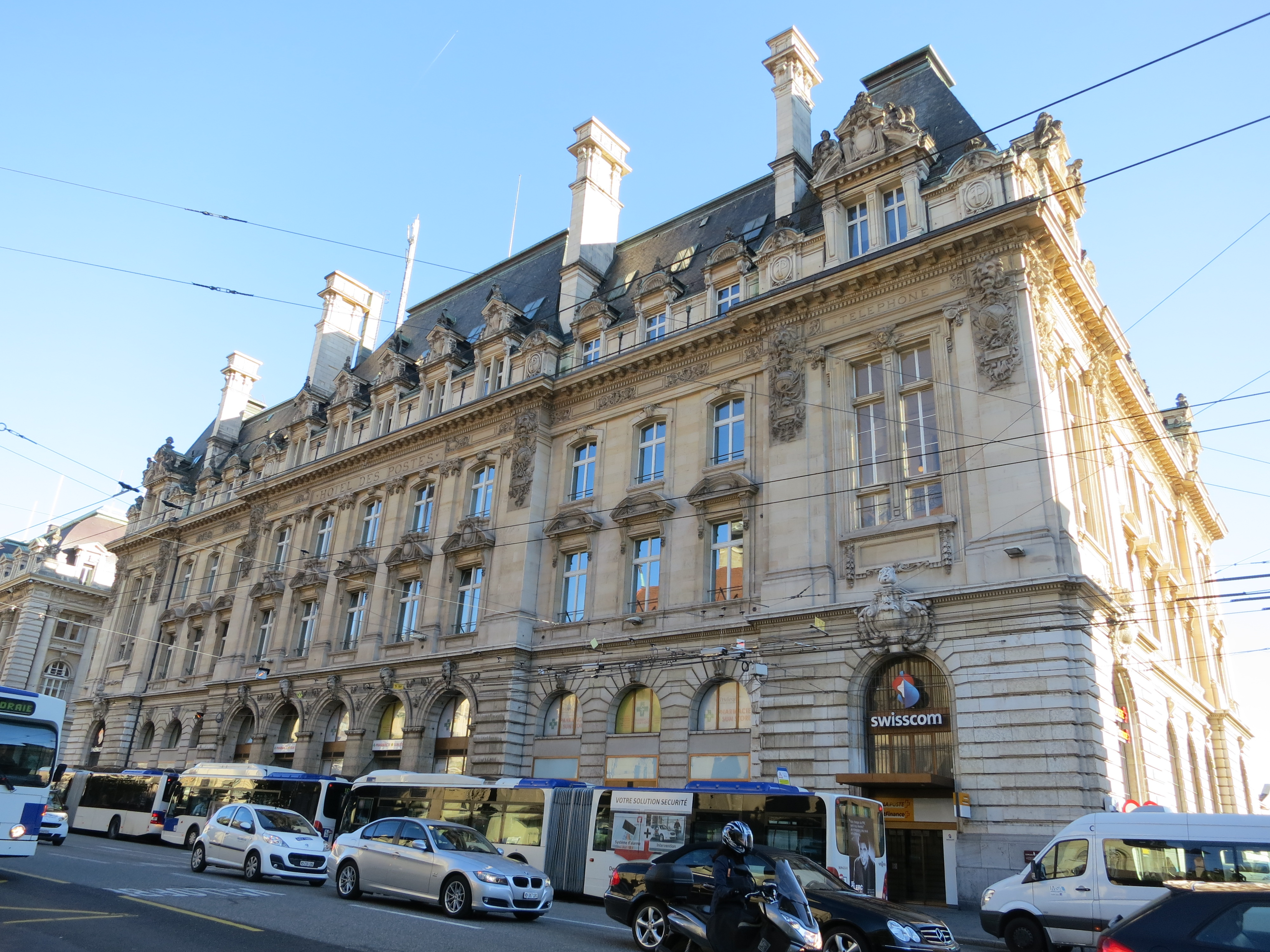
Здание банка в Лозанне

BCV — акционерное общество, основанное декретом Большого совета кантона 19 декабря 1845 года. Его юридический статус был определён в Законе 20 июня 1995 года и изменён 25 июня 2002 года (LBCV).
В 1993 году был поглощён Banque Vaudoise de Crédit, а в 1995 году — Crédit Foncier Vaudois. В 2011 году был куплен Banque Franck Galland & Cie.
В декабре 2015 года банк заплатил 41 млн долларов Министерству юстиции США за прекращение расследования в отношении открытия счетов для сокрытия доходов граждан США от налогообложения. Только в период с августа 2008 по февраль 2009 года банк открыл 265 счетов для граждан США на общую сумму $171 млн.

## Деятельность
Сеть банка в 2022 году насчитывала 60 отделений и 200 банкоматов в кантоне Во, а также офшорные отделения в Люксембурге и на острове Гернси. Банк обслуживает около 400 тыс. розничных клиентов (половина населения кантона Во).
Подразделение розничного банкинга приносит около 20 % выручки и в основном занимается приёмом депозитов и выдачей ипотечных кредитов. Корпоративный банкинг приносит 26 % выручки, его клиенты — малый и средний бизнес, крупные корпорации, операторы недвижимости и предприятия торговли. Третье подразделение занимается обслуживанием крупных частных клиентов и управлением инвестиционными фондами через дочерние компании Piguet Galland & Cie SA, Gérifonds SA и GEP SA; 39 % выручки. Торговое подразделение предоставляет брокерские услуги, позволяя клиентам покупать и продавать ценные бумаги на Швейцарской фондовой бирже, осуществлять обмен валют, инвестировать в золото и другие драгметаллы; 6 % выручки.
В списке крупнейших компаний мира по управлению активами за 2022 год BCV занял 167-е место ($123 млрд). В списке крупнейших публичных компаний мира Forbes Global 2000 за 2023 год BCV занял 1545-е место.